# Martin Lindauer
Martin Lindauer, né le 19 décembre 1918 à Wäldle (Bad Kohlgrub) et mort le 13 novembre 2008 à Munich, est un éthologiste allemand.

## Biographie
Élève de Karl von Frisch, Lindauer fut le premier, en 1954, à étudier scientifiquement l'essaimage des abeilles.

## Publications
- (de) « Schwarmbienen auf Wohnungssuche », Zeitschrift für vergleichende Physiologie, vol. 37, 1955, p. 263-324

## Source
- Thomas Seeley, « Comment les abeilles établissent une nouvelle colonie », Pour la science, no  62, décembre 1982, p. 14-22